# Samuel Esmeijer
Samuel Esmeijer (Driebergen, 20 december 1920 – Apeldoorn, 28 november 1944), was een Nederlandse verzetsstrijder tijdens de Tweede Wereldoorlog.

## Levensloop
Esmeijer was geboren in Driebergen en bracht daar zijn kinderjaren door. Het gezin verhuisde uiteindelijk naar Rotterdam. Na het behalen van zijn HBS-diploma keerde Esmeijer in de herfst van 1941 terug naar Driebergen. Hij ging als klerk aan de slag bij de plaatselijke politie en volgde in zijn vrije tijd een opleiding tot politie-inspecteur. Esmeijer begon zijn ondergrondse "carrière" in de zomer van 1942 met hulp aan Joodse onderduikers. 
Esmeijer besloot in het najaar van 1943 terug te keren naar Rotterdam. In Driebergen had hij verschillende keren verzetsmensen gewaarschuwd voor een op handen zijnde politieactie. Het was de korpsleiding daardoor ook wel duidelijk geworden dat ergens gelekt werd, waardoor Esmeijers positie langzaam onhoudbaar wordt. Bovendien zou hij op korte termijn naar Schalkhaar moeten gaan, waar politiemannen verder werden opgeleid gebaseerd op de nationaalsocialistische leer. Bij de politie volgde oneervol ontslag.
In Rotterdam leidde Esmeijer een kleine recherchegroep in Rotterdam voor de organisatie Trouw, die in januari 1944 tot knokploeg omgevormd werd.
Esmeijer kwam bekend te staan als bezielend KP-leider en beramer van doeltreffende plannen. Onder zijn leiding werden bijvoorbeeld het Huis van Bewaring aan de Noordsingel, het Hoofdbureau van Politie aan het Haagse Veer, en het distributiekantoor op het Afrikaanderplein succesvol overvallen.
Vanaf mei 1944 was Esmeijer provinciaal LKP-leider van Zuid-Holland, na de arrestatie van Leen Valstar.
In het kader van Aktion Silbertanne werd op 18 juli 1944 zijn vader door het hoofd geschoten. Hij werd in eerste instantie opgehaald door vier mannen die zich identificeerden als leden van de politie. Zij zeiden hem te willen verhoren over zijn zoon, maar lieten hem vervolgens onderweg uit de auto stappen en schoten hem in het achterhoofd. Vader Esmeijer overleefde de aanslag echter en werd later door zijn zoon bevrijd uit het ziekenhuis. Als wraak werd het huis van zijn vader door de Duitsers platgebrand.
Op 22 november 1944 werd een aantal contactmannen van Esmeijer in Utrecht gearresteerd en gevangen gehouden in de Koning Willem III-kazerne buiten Apeldoorn. Jan van Bijnen, Landelijk Sabotage Commandant, wilde een bevrijdingsoverval opzetten en ging op 28 november samen met Esmeijer en hun chauffeur Huib Verschoor de kazerne verkennen. Zij liepen daar in het oog en werden aangehouden. Toen tot fouillering werd overgegaan, ontstond er een vuurgevecht, waarbij Esmeijer dodelijk getroffen werd en Van Bijnen zwaargewond raakte en enige tijd later overleed in het Kriegslazarett. Ook Verschoor bekocht het met zijn leven.
Esmeijer werd opgevolgd als provinciaal leider door Marinus van der Stoep.

## Postuum eerbetoon
- In 1952 werd aan Esmeijer postuum het Verzetskruis 1940-1945 toegekend.
- Verzetsherdenkingskruis
- In de Verzetswijk in Almere is een straat vernoemd naar Esmeijer, ter ere van zijn bijdrage aan het verzet. [4]
- In Rotterdam is onder andere het Samuel Esmeijerplein naar hem vernoemd.
- In Vlaardingen is de Samuel Esmeijerstraat naar hem vernoemd.
- In Driebergen is de Esmeijerlaan naar hem vernoemd.
- Op 28 november 1984 werd in het gebouw van de Nederlandse Politieacademie aan de Kleibergweg te Apeldoorn, dicht bij de plaats waar hij was neergeschoten, door Prins Bernhard een plaquette onthuld voor Esmeijer, en kreeg die academie de naam Samuel Esmeijer Instituut. Bij de verhuizing van de Politieacademie in 2010 ging de plaquette mee; hij hangt nu in de Samuel Esmeijer Corridor.

Kort na de oorlog werd de padvindersgroep "Samuel Esmeijer" Groep 39 in Rotterdam opgericht. De groep had haar clubhuis op een gemeentelijk terrein aan de Tak van Poortvlietstraat te Rotterdam. De groep heeft tientallen jaren bestaan op deze plek. (Bron: Alfred Schollaart) 
H.J. van Aalderen
· P. van As
· M. Assies
· J.J. Barendsen
· J.A. Beekman
· H.D.J. Beernink
· L.R. Beijnen
· C.J. van den Berg-van der Vlis
· L.A. Bleys
· G. de Boer
· A.A. Bontekoe
· E.J. Bosch ridder van Rosenthal
· D.A. van den Bosch
· I.J. van den Bosch
· J.H. Bosch
· J.C.J. baron Brantsen
· A.L. Charroin
· F.G.M. Conijn
· M. Crans
· R.J. Dam
· F. Datema
· K.H. Derkzen van Angeren
· H. Dienske
· J.L.G. Doornik
· V. Dreyfus
· N. Dupont
· F. Duwaer
· S. Esmeijer
· G.H. Gelder
· J. Gelderman
· W.J. Gertenbach
· E.A. Giran
· O. Giran
· C.H. de Groot
· P.G.S. Guermonprez
· A. Hahn
· W. van Hall
· J.C.H.F. van Hanxleden Houwert
· Th.W.L. baron van Heemstra
· J.J. Hendrikx
· J.L. Hesselberg
· W.J. Heukels
· I. van der Horst
· J. ter Horst
· H.P. Hos
· J.F.H.M. baron van Hövell van Wezeveld en Westerflier
· B. IJzerdraat
· L. Jansen
· A. Kalter
· G.W. Kastein
· A. Keuter
· T.J. Kroeze
· D.M.R.H. Kroon
· H.Th. Kuipers-Rietberg
· A. Meerwaldt
· J.A.A. Mekel
· J.D. van Melle
· D.C.B. Mesritz
· M.-L.C. Meunier
· J.J. Mohr
· J.L. Moonen
· A.C. Nagtegaal
· F. Nieuwenhuijsen
· B. Oosthoek
· J. Oranje
· T. Pannekoek
· J. Post
· A.J. Rozeman
· V.H. Rutgers
· F.R. Ruys
· W. Santema
· J.J. Schaft
· Jhr. J. Schimmelpenninck
· R.L.A. Schoemaker
· G. Schoonman
· W.P. Speelman
· M. van der Stoep
· B.M. Telders
· A.O.H. Tellegen
· O.R. Thomsen
· G. Tieman
· T.W. de Tourton Bruijns
· L.M. Valstar
· G.J. van der Veen
· D. Verloop
· M.A.E. Verspyck
· P.M.R. Versteegh
· C. Vlot
· G. Weidner
· J.H. Westerveld
· H.B. Wiardi Beckman
· J.W. Wildschut
· J.R.E. Wüthrich
· L. Zwanenburg
· Onbekende Joodse soldaat